# Le Mans Football Club B
El Le Mans Football Club B es un equipo de fútbol de Francia que juega en el Championnat National 3, la quinta liga de fútbol más importante del país.

## Historia
Fue fundado en la ciudad de Le Mans como un equipo filial del Le Mans Football Club, por lo que no podía jugar en la Ligue 1, aunque sí podía jugar en la Copa de Francia y en la Copa de Liga de Francia y sus jugadores podían formar parte del primer equipo y eran elegibles para jugar en la Ligue 1.
Para la temporada 2012/13 iban a jugar en la DHR Le Mans debido a los problemas financieros que surgieron al equipo principal, el cual jugaría en la DH Le Mans, pero el equipo principal desapareció en octubre del 2013, así como el equipo filial.
Luego de la restauración del club en 2013 el club reserva logró el ascenso al Championnat National 3 para la temporada 2018-19.